# Juvigny-en-Perthois
Juvigny-en-Perthois ist eine französische Gemeinde mit 134 Einwohnern (Stand: 1. Januar 2022) im Département Meuse in der Region Grand Est (bis 2015 Lothringen). Die Gemeinde gehört zum Arrondissement Bar-le-Duc, zum Kanton Ancerville und zum 2016 gegründeten Gemeindeverband Portes de Meuse.

## Geografie
Die Gemeinde Juvigny-en-Perthois liegt in der Landschaft Barrois an der Grenze zum Département Haute-Marne, 18 Kilometer östlich von Saint-Dizier. Umgeben wird Juvigny-en-Perthois von den Nachbargemeinden Stainville im Norden, Ménil-sur-Saulx im Nordosten, Dammarie-sur-Saulx im Osten, Morley im Südosten, Brauvilliers im Süden sowie Savonnières-en-Perthois im Westen.

## Wirtschaft
Seit der Nachkriegszeit des Ersten Weltkriegs wurde der Steinbruch Belle Épine mithilfe einer Feldbahn und eines modernen Portalkrans betrieben, um den Savonnières genannten Kalkstein über die Bahnstrecke Guë–Menaucourt zu vermarkten.

## Bevölkerungsentwicklung
| Jahr                       | 1962 | 1968 | 1975 | 1982 | 1990 | 1999 | 2006 | 2012 | 2019 |
| Einwohner                  | 227  | 201  | 170  | 158  | 132  | 141  | 136  | 131  | 142  |
| Quellen: Cassini und INSEE |      |      |      |      |      |      |      |      |      |

## Sehenswürdigkeiten
- Kirche Mariä Himmelfahrt (Église de l’Assomption)
- Kriegerdenkmal
- Grotte von Lourdes

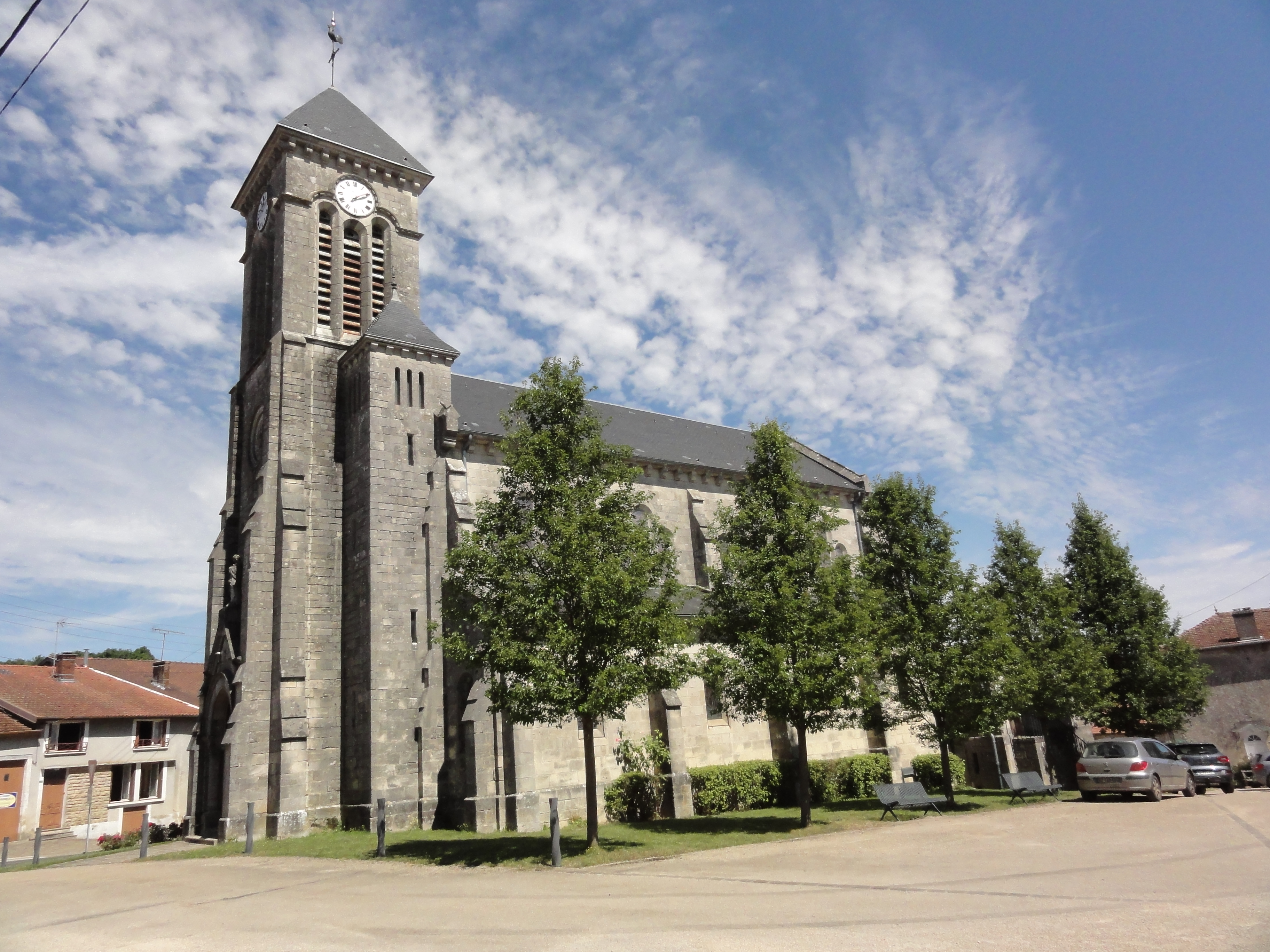
Kirche Mariä Himmelfahrt
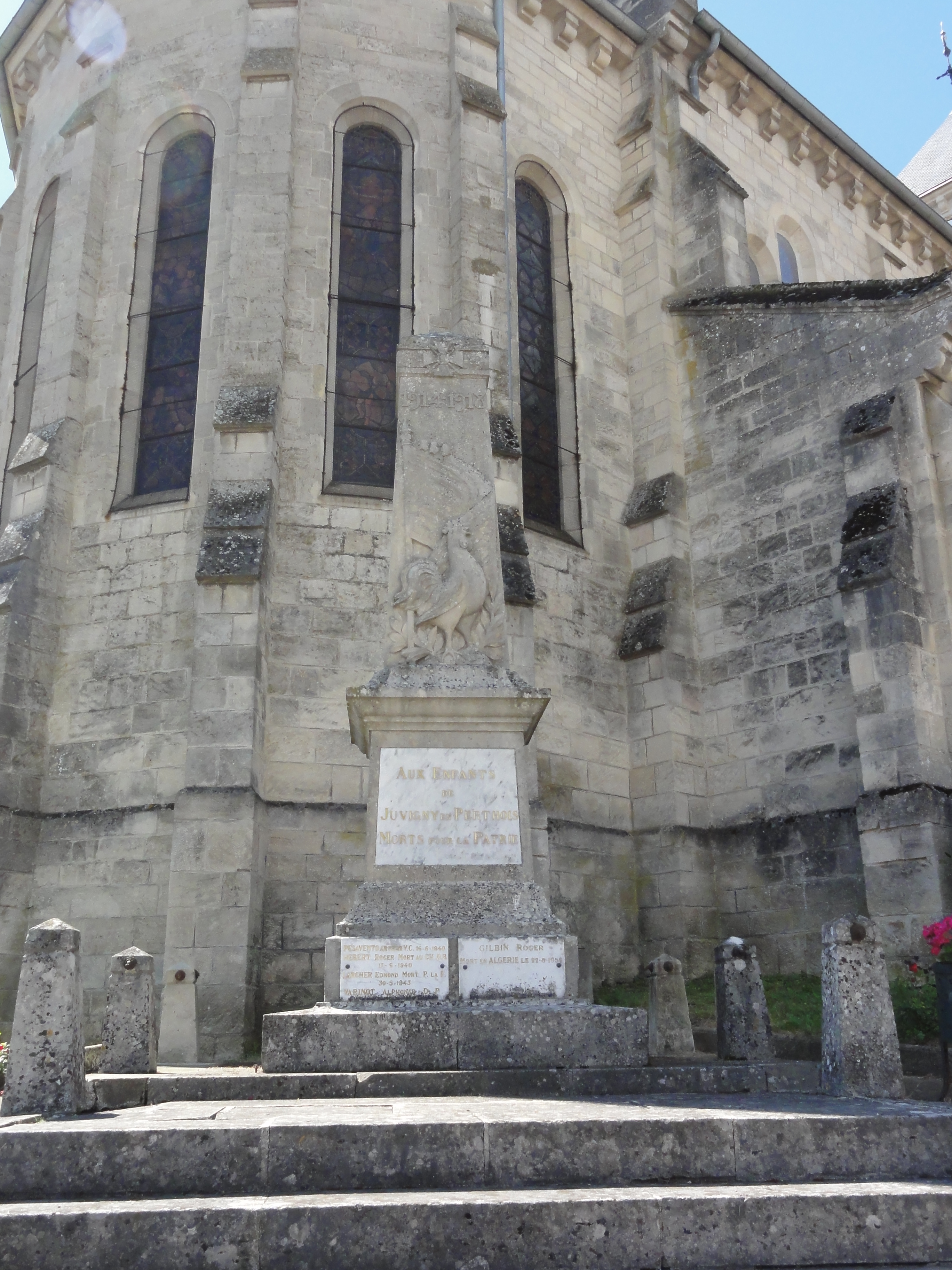
Denkmal für die Kriegstoten
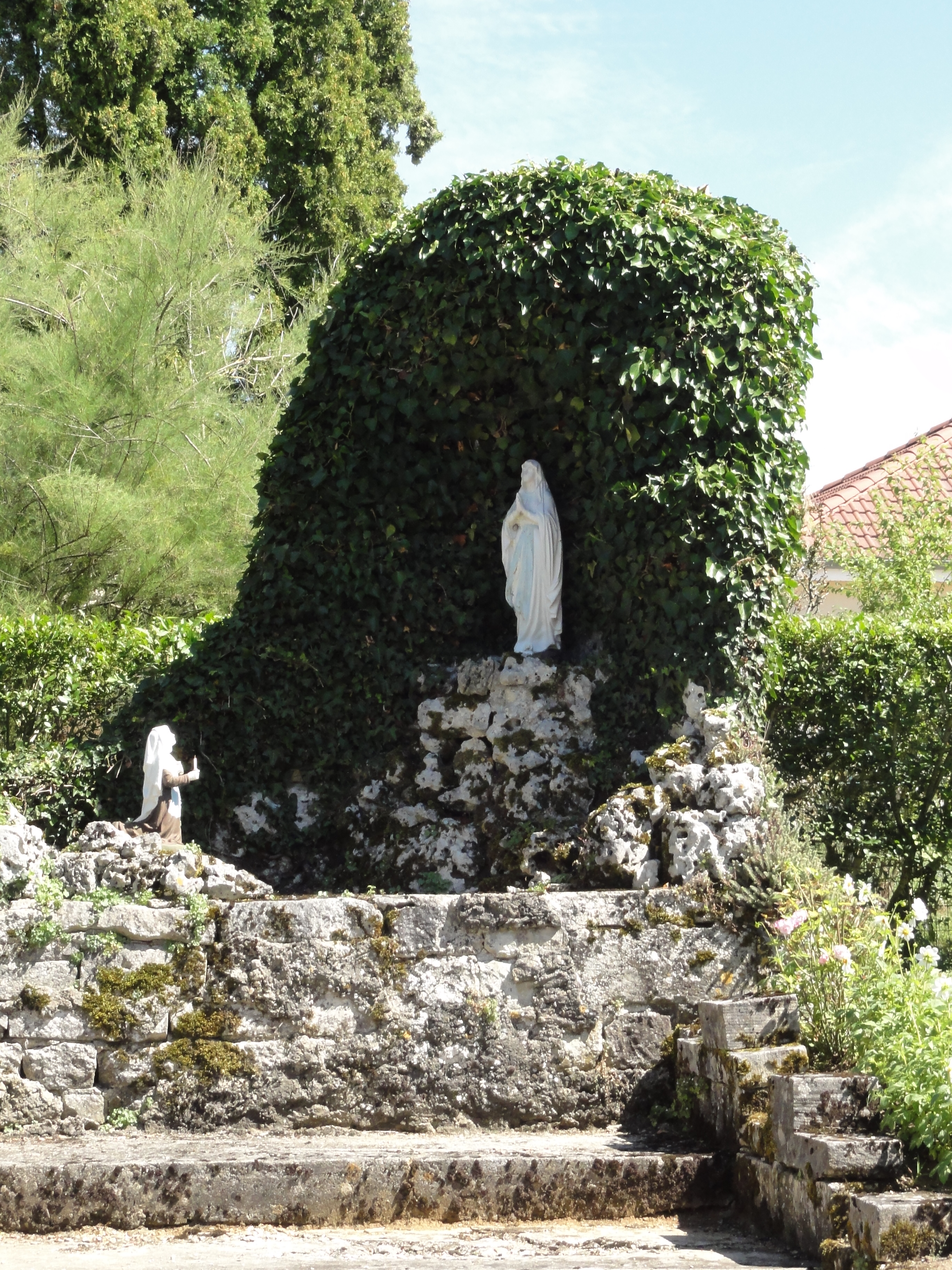
Grotte von Lourdes